# Energideklaration för bilar
Energideklaration för bilar gällande personbilar skulle gör det lättare för kunden att jämföra bränsleförbrukningen och utsläppen för olika bilmodeller. I dag finns det dock ingen obligatorisk energimärkning av bilar och inte heller någon officiell standard.
Som en följd av EU-direktivet 1999/94/EG ”om tillgång till konsumentinformation om bränsleekonomi och koldioxidutsläpp vid marknadsföring av nya personbilar” har i Sverige Konsumentverket på uppdrag av den svenska regeringen tagit fram rapporten ”Märkningssystem vid marknadsföring av nya bilar”, publicerad 2007. Enligt förslaget ska energimärkningen för bilar bygga på samma idé som den rådande märkningen för vitvaror.
Energideklarationen för bilar föreslås i utredningen innefatta:
- Tydlig uppgift avseende bilmodell/variant
- Bränsleförbrukning och koldioxidutsläpp
- miljöklass (enligt SFS 2001:1080 eller senare utfärdad motsvarande bestämmelser)
- Bränsletyp

Energimärkningen för bilar har kategoriserats i bokstavsordning, A-G, efter mängden koldioxidutsläpp per kilometer, där A är lägst. Energiklass ”A” betyder utsläpp med max 100 g/km och bilar i energiklass ”G”  har utsläpp över 205 g/km.

## Nya energiklasser
För att bättre spegla dagens utbud av energieffektiva bilar har Dagens Nyheters motorredaktion, i samarbete med Toyota, reviderat gränserna för de olika energiklasserna. Det har införts en ”A+” för bilar med CO2-utsläpp på 51–75 gram/kilometer och ”A++” för bilar under 50 gram/kilometer. Liksom tidigare bygger energideklarationen på det ursprungliga förslag som Konsumentverket tog fram på regeringens uppdrag 2007.
De nya energiklasserna:
| Energiklass | Utsläppsgränser |
| ----------- | --------------- |
| A++         | <50 g/km        |
| A+          | 51–75 g/km      |
| A           | 76–95 g/km      |
| B           | 96–120 g/km     |
| C           | 121–150 g/km    |
| D           | 151–175 g/km    |
| E           | 176–200 g/km    |
| F           | >200 g/km       |

## Biltillverkare som använder energimärkningar i Sverige
- Ford [4]
- Toyota [5]